# 龐培歐·巴托尼
庞培·吉罗拉莫·巴托尼（Pompeo Girolamo Batoni，1708年1月25日—1787年2月4日），是一位意大利画家，在他的肖像作品和他的大量寓言和神话画中显示了扎实的技术知识。在壮游期间，大量的外国游客游历意大利各地并到达罗马，这使得艺术家开始专注于肖像画的创作，亦赢得了国际声誉，他的客户大多数是英国的贵族。他为他们画了肖像，背景往往是意大利的著名风景区。巴托尼的这种壮游肖像画被英国私人收藏，从而确保了这种画风在英国的流行。一代人之后，约书亚·雷诺兹爵士继承了这一传统，成为英国主要的肖像画家。尽管巴托尼被认为是他那个时代最好的意大利画家，但当代编年史提到了他与安东·拉斐尔·门斯的竞争。
除了热爱艺术的贵族之外，巴托尼的创作对象还包括波兰、葡萄牙和普鲁士的国王和王后，神圣罗马帝国皇帝约瑟夫二世和利奥波德二世（这为他赢得了高贵的尊严），以及教皇本笃十四世、克莱门特十三世和皮乌斯六世、巴伐利亚选帝侯卡尔·西奥多等人。他还收到了为意大利的教堂（罗马、布雷西亚、卢卡、帕尔马等）制作祭坛画的大量订单，以及神话和寓言题材的作品。
巴托尼的风格从古典古代、法国洛可可、博洛尼亚古典主义以及尼古拉·普桑、克洛德·洛兰，特别是拉斐尔等艺术家的作品中获得灵感并融入其中。因此，庞培·巴托尼被认为是新古典主义的先驱。